# Заас-Бален
Заас-Бален (нім. Saas-Balen) — громада  в Швейцарії в кантоні Вале, округ Фісп.

## Географія
Громада розташована на відстані близько 100 км на південний схід від Берна, 45 км на схід від Сьйона.
Заас-Бален має площу 30,2 км², з яких на 1,4% дозволяється будівництво (житлове та будівництво доріг), 9,2% використовуються в сільськогосподарських цілях, 25% зайнято лісами, 64,5% не є продуктивними (річки, льодовики або гори).

## Демографія
2019 року в громаді мешкало 335 осіб (-17,7% порівняно з 2010 роком), іноземців було 6,9%. Густота населення становила 11 осіб/км².
За віковим діапазоном населення розподілялося таким чином: 15,2% — особи молодші 20 років, 63,6% — особи у віці 20—64 років, 21,2% — особи у віці 65 років та старші. Було 155 помешкань (у середньому 2,2 особи в помешканні).
Із загальної кількості 115 працюючих 25 було зайнятих в первинному секторі, 37 — в обробній промисловості, 53 — в галузі послуг.